# (4648) Tirion
(4648) Tirion (1931 UE) – planetoida z pasa głównego asteroid okrążająca Słońce w ciągu 3,71 lat w średniej odległości 2,39 j.a. Odkryta 18 października 1931 roku.